# Tommy Wonder
 (mai 2020).
Si vous disposez d'ouvrages ou d'articles de référence ou si vous connaissez des sites web de qualité traitant du thème abordé ici, merci de compléter l'article en donnant les références utiles à sa vérifiabilité et en les liant à la section « Notes et références ».
 (mai 2020).
Pour les articles homonymes, voir Wonder.
Tommy Wonder (29 novembre 1953 - 26 juin 2006) était un prestidigitateur hollandais.
Tommy Wonder de son vrai nom Jacobus Maria Bemelman, était un spécialiste du close up comme de la scène.
Wonder développa un intérêt particulier pour la scène dès son plus jeune âge. Il étudia le théâtre et le chant pendant 3 ans à l'académie Voor Podiumvorming à La Haye.
Il arriva second au concours mondial de magie en 1979 et en 1988. En 1998 il reçut également le "Performer Fellowship Award" de l'académie de l'art de la magie à Hollywood et fut également nommé par le World Magic Awards meilleur magicien de l'année 1999.
Parce que Wonder inventait et développait lui-même tous les tours de son répertoire, il est encore aujourd'hui très respecté dans le monde de la magie.
Tommy Wonder mourut en juin 2006 après une brève lutte contre un cancer du poumon.
Le 5 août 2006, Tommy Wonder reçut de façon posthume le Theory & Philosophy Award aux championnats du monde de la Fédération internationale des sociétés magiques à Stockholm.